# Gilles van Hees
Gilles van Hees (Vlaardingen, 1891 – Haarlem, 21 oktober 1955) was een Nederlandse onderwijzer en schrijver. Hij was hoofd van openluchtschool de Dr. Albert Schweitzerschool in Haarlem.
Hij stelde het kinderliedboek Lentezangen voor de kleintjes (1919) samen, bestemd voor de bewaarschool (kleuterschool); en publiceerde 1931 deel 3 van een vierdelig handboek over pedagogiek voor de kweekschool.

## Leven en werk
Gilles van Hees was de zoon van Willem van Hees en Willemina de Willigen. Hij trouwde in 1918 met Geertje Bruidegom. Zij kregen een zoon, Willem van Hees (1919-2008).
Van Hees werd hoofd der school in Amsterdam en ook van openluchtschool de Dr. Albert Schweitzerschool te Haarlem.
Samen met musicus J.G. van Herwaarden stelde Van Hees twee liedbundeltjes samen met kinderliedjes voor de bewaarschool (kleuterschool) en laagste klassen van de lagere school, beide getiteld Lentezangen.
Hierin waren liedteksten opgenomen van onder andere David Tomkins, Ant. Bon, Oosterhoff, A. Pieck, G. Lovendaal en Van Buul. De muziek was verzorgd door onder meer Theo van der Bijl, B. Diamant, Jos de Klerk, W.F. Kools, J. Mackenzie, J.C. van Merksem en A.B.H. Verhey.
Zelf schreef Van Hees mee aan de reeks Kaart en kennis (va. ca. 1922), lesboeken over aardrijkskunde bestemd voor de lagere school. Samen met E.C. Witschey stelde hij het lesboek Neerlands nieuwe gewest (1931) samen, over de afsluiting en droogmaking van de Zuiderzee.
In 1931 verscheen er een pedagogisch werk van zijn hand, als onderdeel van het vierdelige handboek Paedagogiek voor de kweekschool. Hiervan schreef hij deel 3, getiteld De school: een theoretisch-practische inleiding ten behoeve van aanstaande onderwijzers en onderwijzeressen.

## Uitgaven (selectie)
- Kaart en kennis: eenvoudige aardrijkskunde voor de volksschool, door G. van Hees en D. Nieuwhof (3 dln., va. ca. 1922)
- Neerlands nieuwe gewest: leer-leesboek voor de hoogste klasse der lagere school, vervolg- en meer uitgebreid lager onderwijs (1931), door Van Hees en E.C. Witschey
- Paedagogiek: handboek voor opvoedkunde ten dienste van kweekscholen (4 dln., 1931), door o.a. Philipp Abraham Kohnstamm; Géza Révész; L.C.T. Bigot en W.H. ten Seldam. Hiervan deel 3: De school: een theoretisch-practische inleiding ten behoeve van aanstaande onderwijzers en onderwijzeressen door Gilles van Hees

Samengesteld
- Lentezangen: nieuwe melodieën voor het lager onderwijs en kinderzangkoren, bijeengebracht door G. van Hees en J.G. van Herwaarden (1919, 4e druk 1932)
- Lentezangen voor de kleintjes: nieuwe melodieën voor het voorbereidend onderwijs, de aanvangs- en middelklassen der lagere school en het gezin, samengesteld door G. van Hees en J.G. van Herwaarden (1921, 3e druk 1931)

Redactie
- 't Boeiende boek: verhalen voor het lager en voortgezet lager onderwijs (ca. 1923)
- Leesboekje bij Hoogeveens leesmethode (6 dln.), door M.B. Hoogeveen, Jan Ligthart en H. Scheepstra; verzorgd door Gilles van Hees